# فرقة بانزر إس إس توتنكوبف الثالثة
SS Panzer الثالثة "Totenkopf" ((بالألمانية: 3. SS-Panzerdivision "Totenkopf")‏ SS-Panzerdivision "Totenkopf")  واحدة من 38 فرقة تابعة لفافن إس إس فيألمانيا النازية خلال الحرب العالمية الثانية. اسمها، Totenkopf، هو ألماني ل«رأس الموت»  –  رمز الجمجمة وعظمتين متقاطعتين  –  وبالتالي يشار إليها أحيانا باسم فرقة رؤوس الموت.
قبل تحولها لفرقة، كانت تعرف باسم Kampfgruppe (battlegroup) "Eicke". ينتمي معظم أفراد الفرقة الأوائل إلى وحدات الجماجم (حراس معسكرات الاعتقال)، وكان آخرون أعضاء في الميليشيات الألمانية التي ارتكبت جرائم حرب في بولندا.

## تشكيل - تكوين
تشكلت فرقة SS Totenkopf في أكتوبر 1939.  كان للفرقة علاقات وثيقة مع فرقة Totenkopf وأعضائها. عندما تشكلت لأول مرة تم نقل ما مجموعه 6500 رجل من SS-Totenkopfverbände إلى فرقة Totenkopf.  تم تشكيل Totenkopf في البداية من حراس معسكرات الاعتقال الأول (Oberbayern)، والثاني (Brandenburg)، والثالث (Thüringen) Standarten (أفواج) من SS-Totenkopfverbände. كما تم نقل أفراد من ميليشيات قوات الأمن الخاصة الأخرى إلى الفرقة في أوائل عام 1940؛ وقد شاركت هذه الوحدات في مذابح متعددة ضد المدنيين البولنديين والزعماء السياسيين وأسرى الحرب.  كان للقسم ضباط من SS-Verfügungstruppe (SS-VT)، وكان الكثير منهم قد رأوا فعلًا في بولندا. كان يقود الفرقة SS-Obergruppenführer Theodor Eicke.  في وقت معركة فرنسا، كان القسم مجهزًا بأسلحة تشيكية سابقة.